# Acanthistius brasilianus
Acanthistius brasilianus är en fiskart som först beskrevs av Cuvier 1828.  Acanthistius brasilianus ingår i släktet Acanthistius och familjen havsabborrfiskar. IUCN kategoriserar arten globalt som otillräckligt studerad. Inga underarter finns listade i Catalogue of Life.